# Anto Krešić
Anto Krešić, hrv. bh. karataški trener iz Tuzle. Akreditirani je europski i licencirani svjetski trener karatea. Status je stekao položivši ispite tijekom Svjetskog kupa održanog u Hrvatskoj, u Umagu (od 30. lipnja do 2. srpnja). Trener je karate kluba "Do" iz Tuzle, čiji su članovi osvajali domaće, regionalne,europske i svjetske medalje - Sandro Krešić (državni prvak, prvak Balkana, brončani na svjetskom kupu u Umagu,brončani na svjetskoj ligi u Veneciji,mediteranski prvak,7 na svjetskom prvenstvu u Čileu...) i Stefani Krešić(prvakinja države,prvakinja balkana,treća na mediteranskom prvenstvu,prvo mijesto na svjetskom kupu u umagu,peto mjesto na europskom prvenstvu...), a u borbe za medalje ušla je Meliha Đulović.
Krešić je također trener juniorsko-kadetske reprezentacije Federacije BiH. Na Regionalnom europskom prvenstvu održanom od 2. do 4. lipnja 2017. održano u Prištini, pod njegovim vodstvom karatašice Federacije BiH u sastavu Stefani Krešić (KK DO Tuzla) i Dženana Šiljegović (KK Sensei Lukavac),  Ilma Rahmanović (KK Ilidža), Ema Nadarević (KK Regeneracija V. Kladuša) i Ema Selman (KK Omladinac Senica) osvojile su srebrno odličje. Najveći broj reprezentativaca FBiH bio je s područja Županije Soli. Federacija BiH osvojila je drugo mjesto, izborivši u finalu prvenstva 1:1 s Turskom, a od naslova prvaka dijelio ih je manji broj bodova osvojenih u prethodnim borbama.